# Liste der Biografien/Schneider, H
Liste der Biografien |
Portal Biografien |
H Personensuche
# |
A |
B |
C |
D |
E |
F |
G |
H |
I |
J |
K |
L |
M |
N |
O |
P |
Q |
R |
S |
T |
U |
V |
W |
X |
Y |
Z |
?
 
Sa |
Sb |
Sc |
Sd |
Se |
Sf |
Sg |
Sh |
Si |
Sj |
Sk |
Sl |
Sm |
Sn |
So |
Sp |
Sq |
Sr |
Ss |
St |
Su |
Sv |
Sw |
Sy |
Sz
 
Sca–Sce |
Sch |
Sci–Scz
 
Scha |
Schc |
Schd |
Sche |
Schg |
Schi |
Schj |
Schk |
Schl |
Schm |
Schn |
Scho |
Schp |
Schr |
Schs |
Scht |
Schu |
Schv |
Schw |
Schy
 
Schna |
Schne |
Schni |
Schno |
Schnu |
Schny
 
Schneb |
Schnec |
Schned |
Schnee |
Schneg |
Schneh |
Schnei |
Schnek |
Schnel |
Schnep |
Schner |
Schnet |
Schneu |
Schnew |
Schney |
Schnez
 
Schneib |
Schneic |
Schneid |
Schneie |
Schneik |
Schneis |
Schneit
 
Schneida |
Schneide |
Schneidh |
Schneidl |
Schneidm |
Schneidr |
Schneidt
 
Schneidem |
Schneiden |
Schneider |
Schneidew
 
Schneider, A |
Schneider, B |
Schneider, C |
Schneider, D |
Schneider, E |
Schneider, F |
Schneider, G |
Schneider, H |
Schneider, I |
Schneider, J |
Schneider, K |
Schneider, L |
Schneider, M |
Schneider, N |
Schneider, O |
Schneider, P |
Schneider, R |
Schneider, S |
Schneider, T |
Schneider, U |
Schneider, V |
Schneider, W |
Schneider, Y |
Schneiderb |
Schneidere |
Schneiderf |
Schneiderh |
Schneiderl |
Schneiderm |
Schneidero |
Schneiders |
Schneiderw
Die Liste der Biografien führt alle Personen auf, die in der deutschsprachigen Wikipedia einen Artikel haben. Dieses ist eine Teilliste mit 120 Einträgen von Personen, deren Namen mit den Buchstaben „Schneider, H“ beginnt.

## Schneider, H

### Schneider, Ha
- Schneider, Hannelore, deutsche Archivarin und Historikerin
- Schneider, Hannes (1890–1955), österreichischer Skipionier und SchauspielerHannes Schneider (1890–1955)

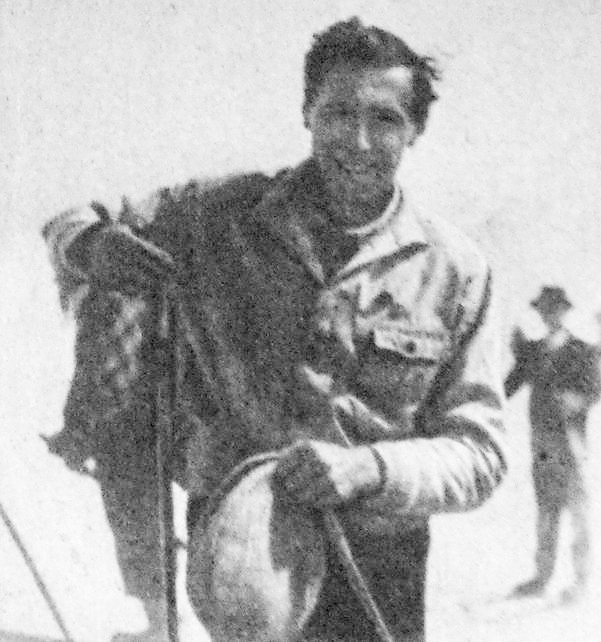
Hannes Schneider (1890–1955)

- Schneider, Hans (1860–1921), österreichischer Architekt des Historismus und Wiener Kommunalpolitiker
- Schneider, Hans (1888–1953), schweizerisch-niederländischer Kunsthistoriker
- Schneider, Hans (1904–1997), Schweizer Politiker (FDP)
- Schneider, Hans (1907–1994), deutscher Historiker und Studiendirektor
- Schneider, Hans (1909–1972), deutscher Wasserballspieler
- Schneider, Hans (1912–2010), deutscher Jurist
- Schneider, Hans (1913–1993), österreichischer Eishockeyspieler
- Schneider, Hans (1914–1972), deutscher Oberst im Ministerium für Staatssicherheit (MfS) der DDR
- Schneider, Hans (1921–2017), deutscher Antiquar und Musikverleger
- Schneider, Hans (1927–2014), britisch-US-amerikanischer Mathematiker und Hochschullehrer österreichischer Herkunft
- Schneider, Hans (1929–2023), deutscher Zoologe
- Schneider, Hans (1941–2022), deutscher evangelischer Theologe und Professor für Kirchengeschichte
- Schneider, Hans (1951–2024), deutscher Jazz- und Improvisationsmusiker
- Schneider, Hans Bruno (1931–1997), österreichischer Historiker
- Schneider, Hans Ernst (1909–1999), deutscher SS-Hauptsturmführer und Literaturwissenschaftler
- Schneider, Hans Joachim (1928–2015), deutscher Jurist, Kriminologe und Psychologe
- Schneider, Hans Julius (* 1944), deutscher Philosophieprofessor
- Schneider, Hans Karl (1912–1991), deutscher Romanist, Hispanist, Galicist, Fremdsprachendidaktiker und Übersetzer
- Schneider, Hans Karl (1920–2011), deutscher Volkswirtschaftler
- Schneider, Hans R. (1897–1987), deutscher Widerstandskämpfer und Kommunalpolitiker (parteilos)
- Schneider, Hans Ulrich (* 1956), deutscher Politiker (CDU), MdL
- Schneider, Hans Uwe (1937–2018), deutscher Kabarettist, Schauspieler und Stimmenimitator
- Schneider, Hans-Jochen (1923–2006), deutscher Geologe und Hochschullehrer
- Schneider, Hans-Peter (1937–2021), deutscher Staatsrechtslehrer, Richter, Universitätsprofessor und Politikberater
- Schneider, Hans-Peter (* 1981), deutscher Autor
- Schneider, Hansjörg (1925–2011), deutscher Schriftsteller
- Schneider, Hansjörg (* 1938), Schweizer Schriftsteller
- Schneider, Hansjörg (* 1960), deutscher Künstler
- Schneider, Hansjörg (* 1966), deutscher Fußballspieler
- Schneider, Harald (* 1952), deutscher Gewerkschaftsfunktionär und Politiker (SPD), MdL
- Schneider, Harald (* 1962), deutscher Schriftsteller
- Schneider, Harold (1939–1994), US-amerikanischer Filmproduzent
- Schneider, Harri (1929–1992), deutscher Bildhauer
- Schneider, Hartmut (* 1937), deutscher Mediziner, Arzt für Neurologie und Psychiatrie, psychotherapeutische Medizin, Gruppenanalyse
- Schneider, Hartwig (* 1957), deutscher Architekt und Universitätsprofessor
- Schneider, Hawe (1930–2011), deutscher Jazzmusiker und Jazzjournalist

### Schneider, He
- Schneider, Hédy (1920–1992), ungarische Pianistin
- Schneider, Heidemarie (1944–2024), deutsche Schauspielerin
- Schneider, Heinrich (1713–1766), deutscher Benediktiner und Abt
- Schneider, Heinrich (1790–1850), Landtagsabgeordneter Großherzogtum Hessen
- Schneider, Heinrich (1801–1871), württembergischer Oberamtmann und Landtagsabgeordneter
- Schneider, Heinrich (1801–1877), Bürgermeister und Mitglied der kurhessischen Ständeversammlung
- Schneider, Heinrich (1814–1885), Mitglied der kurhessischen Ständeversammlung
- Schneider, Heinrich (1837–1908), deutscher Kommunalpolitiker, Mitglied des Kurhessischen Kommunallandtages
- Schneider, Heinrich (1852–1934), deutscher Manager
- Schneider, Heinrich (1859–1926), deutscher Hofjuwelier
- Schneider, Heinrich (* 1885), hessischer Politiker und Landrat des Landkreises Usingen
- Schneider, Heinrich (1889–1972), US-amerikanischer Bibliothekar und Germanist deutscher Herkunft
- Schneider, Heinrich (1894–1964), deutscher Kriegsverbrecher, Kreisleiter der NSDAP in Uelzen
- Schneider, Heinrich (1902–1972), deutscher Politiker (SPD), MdL
- Schneider, Heinrich (1905–1985), deutscher Schriftsteller
- Schneider, Heinrich (1905–1980), deutscher Politiker (SPD), MdL und Gewerkschafter
- Schneider, Heinrich (1907–1974), deutscher Politiker (NSDAP, FDP/DPS), MdBHeinrich Schneider (1907–1974)

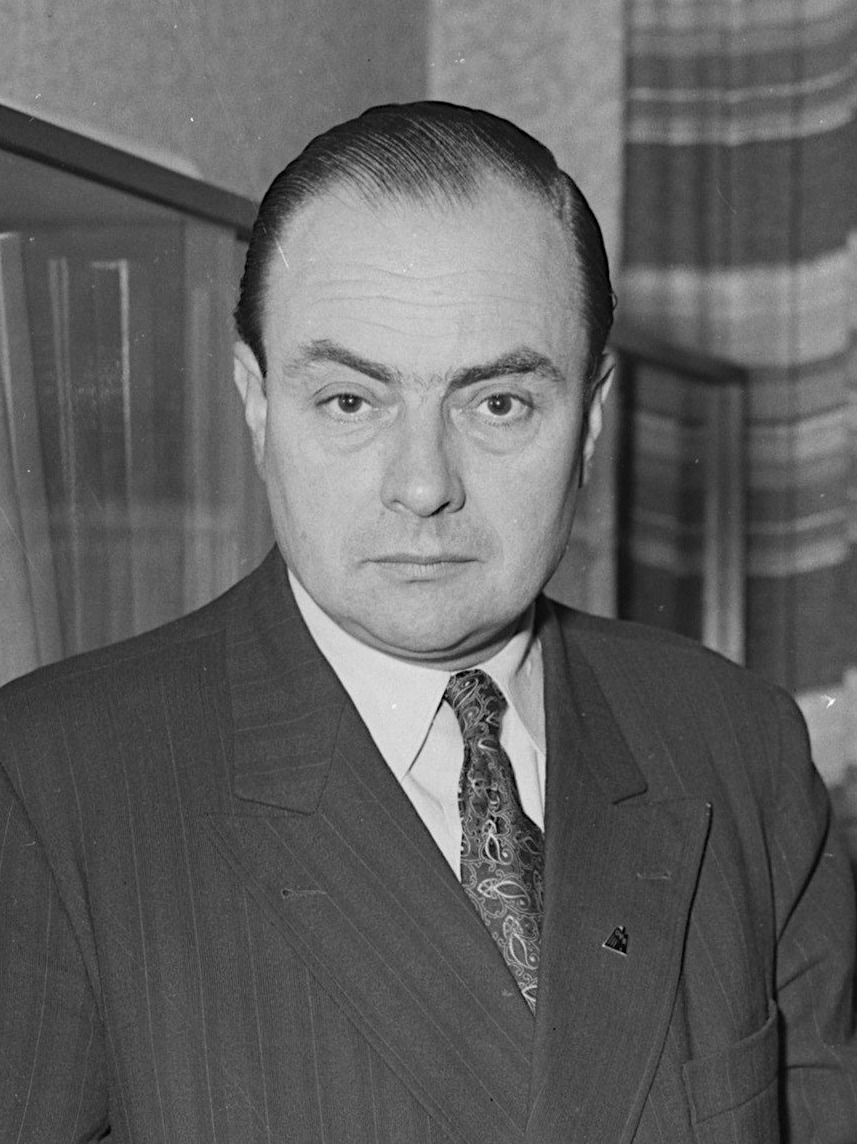
Heinrich Schneider (1907–1974)

- Schneider, Heinrich (1908–1994), deutscher Theologe
- Schneider, Heinrich (1914–1967), deutscher Hauptmann der Schutzpolizei, SS-Hauptsturmführer, stellvertretender Kommandeur der Ordnungspolizei in Lyon und Kriegsverbrecher
- Schneider, Heinrich (1923–2000), deutscher Musiker
- Schneider, Heinrich (1929–2018), deutscher Politikwissenschaftler
- Schneider, Heinrich (* 1972), italienischer Koch
- Schneider, Heinrich Georg (1833–1897), Bürgermeister und Mitglied des Preußischen Abgeordnetenhauses
- Schneider, Heinrich Justus (1811–1884), deutscher Maler und Zeichner des Realismus
- Schneider, Heinrich Konrad (1828–1898), deutscher Pädagoge und Agrarwissenschaftler
- Schneider, Heinz (1921–2003), deutscher Kommunalpolitiker (SPD), Bürgermeister von Geretsried
- Schneider, Heinz (1932–2007), deutscher Tischtennisspieler
- Schneider, Heinz (1934–2022), deutscher Diabetologe und Medizinhistoriker
- Schneider, Heinz (1947–2007), deutscher Fußballspieler
- Schneider, Heinz (* 1960), deutscher Fußballtrainer
- Schneider, Heinz Werner (1947–2006), deutscher Szene-Gastronom, Filmschaffender und Maler
- Schneider, Helen (* 1952), US-amerikanische Sängerin und Schauspielerin
- Schneider, Helene, US-amerikanische Politikerin
- Schneider, Helga (* 1937), italienische Schriftstellerin
- Schneider, Helga (* 1940), deutsche Lehrerin und Mundartdichterin
- Schneider, Helge (* 1955), deutscher Musiker, Entertainer, Schriftsteller und RegisseurHelge Schneider (* 1955)

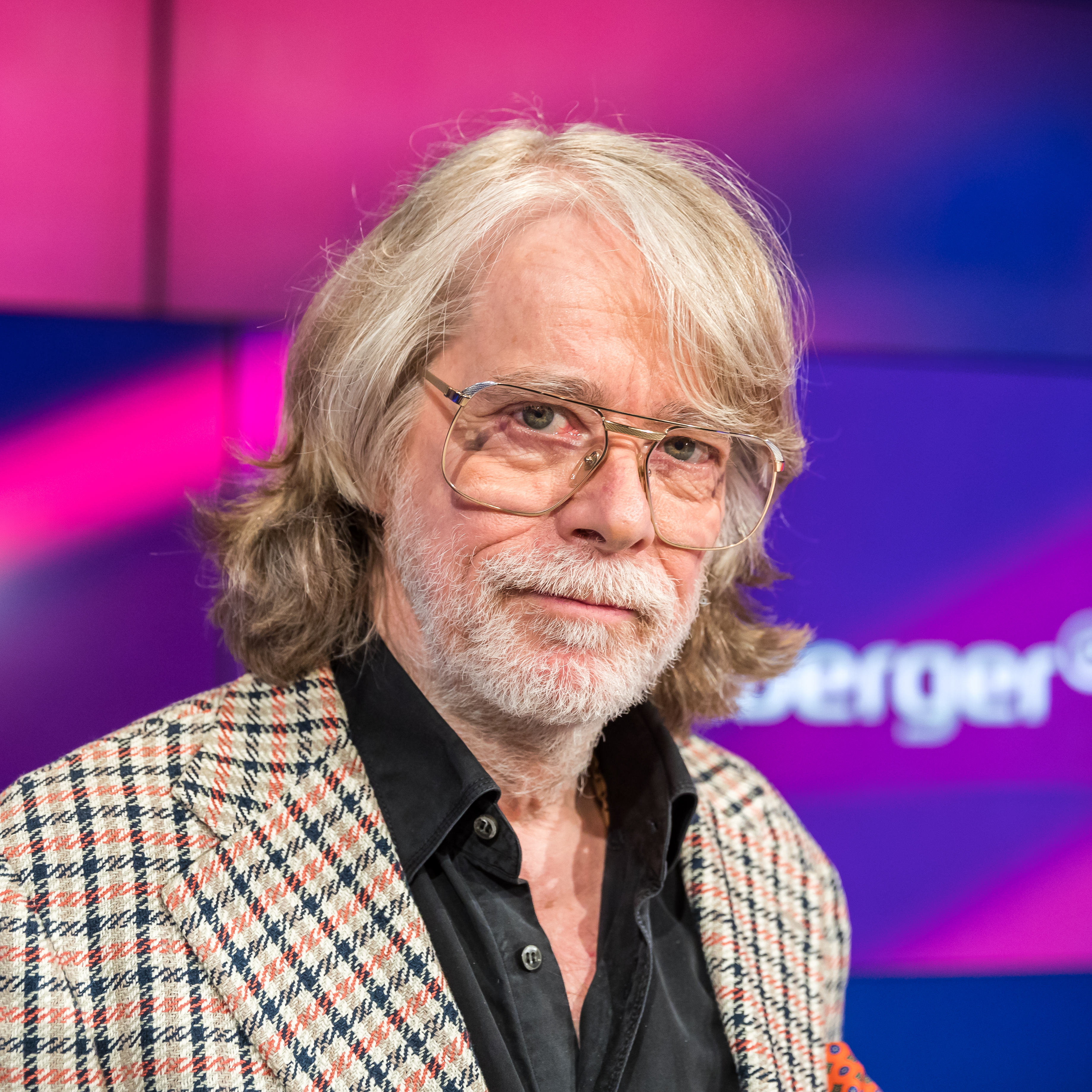
Helge Schneider (* 1955)

- Schneider, Hellmut (1923–2010), deutscher Politiker (CDU), MdL (Niedersachsen)
- Schneider, Helmut (1910–1968), deutscher Jurist und Kommunal-Politiker (SPD)
- Schneider, Helmut (1913–1984), deutscher Fußballspieler und -trainer
- Schneider, Helmut (1919–2011), Schweizer Physiker
- Schneider, Helmut (* 1931), rumänisch-deutscher Verbandsfunktionär
- Schneider, Helmut (* 1966), deutscher Betriebswirtschaftler und Hochschullehrer
- Schneider, Helmut Günther (1929–2019), deutscher Werkstoffwissenschaftler
- Schneider, Helmuth (1920–1972), deutscher Schauspieler
- Schneider, Helmuth (* 1946), deutscher Althistoriker
- Schneider, Hendrik (* 1966), deutscher Rechtswissenschaftler
- Schneider, Henning (* 1939), deutscher Gynäkologe und Hochschullehrer
- Schneider, Henrich Daniel (1766–1829), deutscher Bürgermeister und Politiker
- Schneider, Henrique (* 1977), Schweizer Wirtschaftswissenschaftler und Generalsekretär
- Schneider, Herbert (1903–1970), deutscher Architekt
- Schneider, Herbert (1915–1995), deutscher Politiker (DP, CDU), MdBB, MdB
- Schneider, Herbert (1922–2022), deutscher Journalist und Autor
- Schneider, Herbert (1926–2016), deutscher Physiker und Hochschullehrer
- Schneider, Herbert (1929–2002), deutscher Politikdidaktiker
- Schneider, Herbert (* 1938), deutscher Ordensgeistlicher, Schriftsteller und Wallfahrtsrektor
- Schneider, Herbert (* 1941), deutscher Musikwissenschaftler und Hochschullehrer
- Schneider, Herbert (* 1942), deutscher Politiker (SPD), MdL
- Schneider, Hermann († 1868), deutscher Gutsbesitzer, Bürgermeister und Mitglied der kurhessischen Ständeversammlung
- Schneider, Hermann (1847–1918), deutscher Maler und Illustrator der Münchner Schule
- Schneider, Hermann (1872–1953), deutscher Politiker (NSDAP), MdR, Reichsinspekteur für die Erzeugungsschlacht
- Schneider, Hermann (1874–1953), deutscher Psychiater, Philosoph und Pädagoge
- Schneider, Hermann (1879–1955), deutscher Weingärtner und Politiker (DVP), MdL
- Schneider, Hermann (1886–1961), deutscher Germanist
- Schneider, Hermann (1894–1978), deutscher Politiker (NSDAP)
- Schneider, Hermann (1896–1980), deutscher Politiker (BCSV, CDU), MdL
- Schneider, Hermann (1901–1973), Schweizer Dichter und Schriftsteller
- Schneider, Hermann (* 1918), deutscher Maschinenbauingenieur
- Schneider, Hermann (* 1962), deutscher Musik- und Theaterwissenschaftler und Theaterintendant
- Schneider, Hermann Josef (1862–1921), böhmischer Komponist, Dirigent und Musikverleger
- Schneider, Hermann P. G. (* 1934), deutscher Mediziner
- Schneider, Hermine (1855–1911), deutsche Schriftstellerin

### Schneider, Hi
- Schneider, Hilde (1914–1961), deutsche Bühnen- und Filmschauspielerin
- Schneider, Hilde (1916–2008), deutsche Krankenschwester und evangelische Pfarrerin

### Schneider, Ho
- Schneider, Holger (* 1963), deutscher Handballspieler und -trainer
- Schneider, Holm (* 1969), deutscher Kinderarzt, Genforscher und Buchautor
- Schneider, Horst (1894–1984), deutscher Organist und Orgelsachverständiger
- Schneider, Horst (* 1911), deutscher Komponist, Dirigent und Musikpädagoge
- Schneider, Horst (1927–2018), deutscher Historiker, SED-Funktionär
- Schneider, Horst (* 1952), deutscher Kommunalpolitiker (SPD)
- Schneider, Horst Philipp (* 1962), deutscher Sprachwissenschaftler
- Schneider, Hortense (1833–1920), französische OperettendivaHortense Schneider (1833–1920)

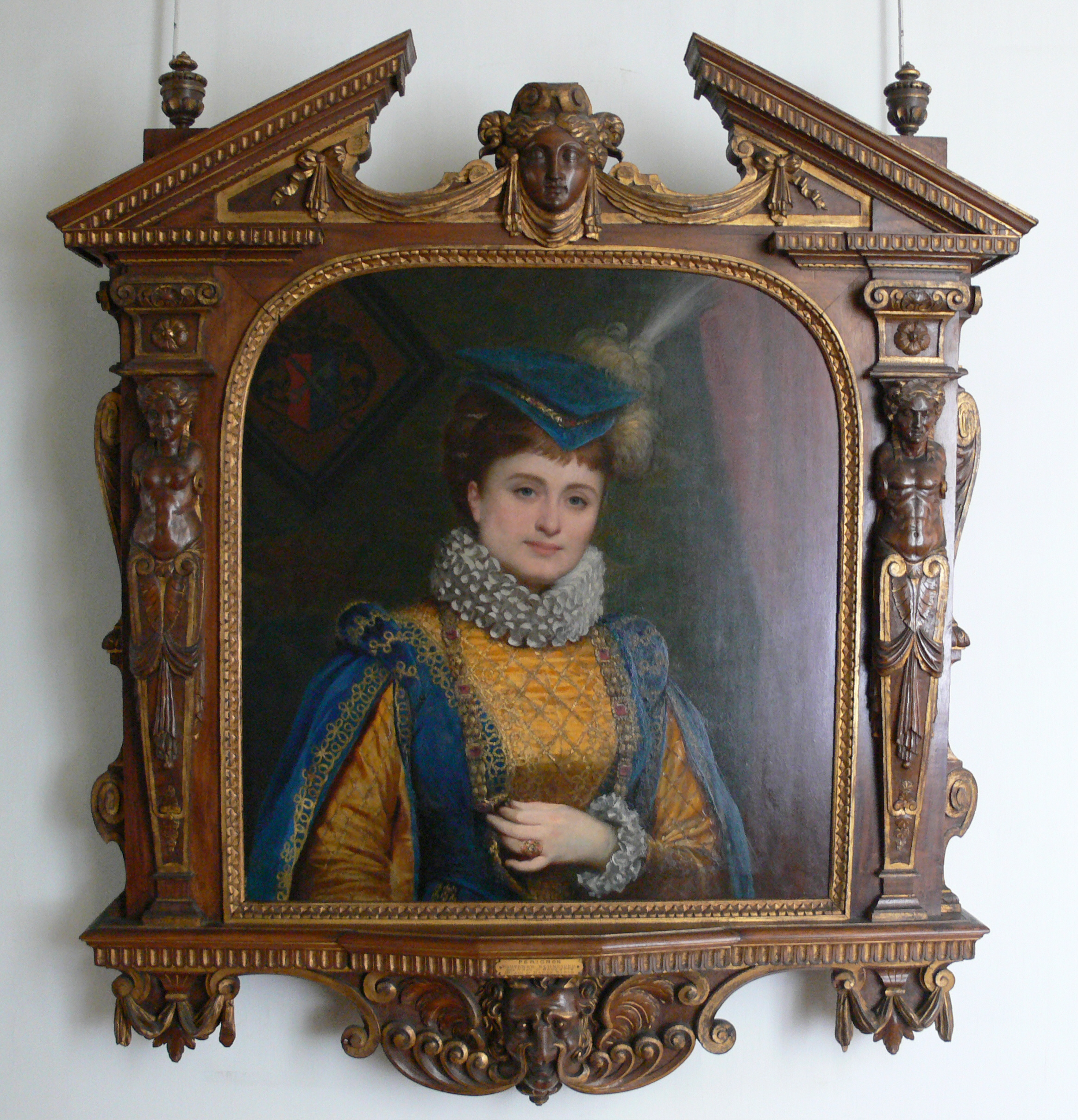
Hortense Schneider (1833–1920)

### Schneider, Hu
- Schneider, Hugo (1841–1925), deutscher Maler und Architekt